# يوم الشعوب الأصلية
يوم الشعوب الأصلية (بالإنجليزية: Indigenous Peoples' Day)‏ هو يوم عطلة في الولايات المتحدة يحتفل به ويكرم الشعوب الأمريكية الأصلية ويحيي تاريخهم وثقافاتهم. يُحتفل به في جميع أنحاء الولايات المتحدة في ثاني يوم اثنين من شهر أكتوبر، وهو يوم رسمي وعطلة رسمية في مختلف المناطق. بدأ كاحتفال مضاد أقيم في نفس يوم عطلة الولايات المتحدة الفيدرالية ليوم كولومبوس، الذي يكرم المستكشف المولود في جينوفيس كريستوفر كولومبوس، ولكن يرفض البعض الاحتفال به، قائلين إنه يمثل «التاريخ العنيف للاستعمار في نصف الكرة الغربي».
أنشأ يوم الشعوب الأصلية في بيركلي، كاليفورنيا في عام 1992، ليتزامن مع الذكرى السنوية الـ 500 لوصول كولومبوس إلى الأمريكتين في 12 أكتوبر 1492. بعد ذلك بعامين، أقامت سانتا كروز بولاية كاليفورنيا العطلة. بدءًا من عام 2014، تبنت العديد من المدن والولايات الأخرى العطلة. في عام 2021، احتفل جو بايدن رسميًا بالعطلة بإعلان رئاسي، ليصبح أول رئيس أمريكي يفعل ذلك.

## تاريخ
في عام 1977 بدأ المؤتمر الدولي المعني بالتمييز ضد السكان الأصليين في الأمريكتين برعاية الأمم المتحدة في جنيف سويسرا لمناقشة استبدال يوم كولمبوس في الأمريكتين باحتفال يُعرف باسم يوم الشعوب الأصلية. وبالمثل نظمت مجموعات الأمريكيين الأصليين نوعًا من الاحتجاج في بوسطن بدلاً من عيد الشكر والذي تم الاحتفال به هناك للاحتفال بالتعاون بين مستعمري ماساتشوستس والأمريكيين الأصليين في السنوات الأولى. في يوليو 1990 في المؤتمر القاري الأول حول 500 عام من المقاومة الهندية في كيتو الإكوادور اتفق ممثلو السكان الأصليين في جميع أنحاء الأمريكتين على أنهم سيحتفلون عام 1992 الذكرى السنوية الخمسمائة لأولى رحلات كريستوفر كولومبوس باعتباره عامًا لتعزيز «الوحدة القارية» و «التحرير».
بعد المؤتمر نظم الحاضرون من شمال كاليفورنيا احتجاجات ضد «اليوبيل الخمسي» الذي نظمه كونغرس الولايات المتحدة لمنطقة خليج سان فرانسيسكو في يوم كولومبوس في عام 1992. كان من المقرر أن تتضمن نسخًا طبق الأصل من سفن كولومبوس التي تبحر تحت جسر البوابة الذهبية وتعيد تمثيل «اكتشافهم» لأمريكا. شكل المندوبون التحالف الهندي لمنطقة الخليج وبدوره فريق عمل «المقاومة 500». روجت لفكرة أن «اكتشاف» كولومبوس للأراضي المأهولة والاستعمار الأوروبي اللاحق لها قد أدى إلى الإبادة الجماعية لآلاف الشعوب الأصلية بسبب القرارات التي اتخذتها الحكومات الاستعمارية والوطنية.
في عام 1992 أقنعت المجموعة مجلس مدينة بيركلي بكاليفورنيا بإعلان 12 أكتوبر«يومًا للتضامن مع السكان الأصليين» وعام 1992 «عام السكان الأصليين». نفذت المدينة برامج ذات صلة في المدارس والمكتبات والمتاحف. أعادت المدينة تسمية يوم كولومبوس رمزياً باسم «يوم الشعوب الأصلية» ابتداءً من عام 1992 للاحتجاج على الغزو التاريخي لأمريكا الشمالية من قبل الأوروبيين، ولفت الانتباه إلى الخسائر التي تكبدتها الشعوب الأمريكية الأصلية وثقافتها من خلال الأمراض والحروب والمذابح والاستيعاب القسري. تم إنتاج أوبرا Get Lost (مرة أخرى) كولومبوس  أوبرا للملحن الأمريكي الأصلي White Cloud Wolfhawk في ذلك اليوم. احتفلت بيركلي بيوم الشعوب الأصلية منذ ذلك الحين. ابتداءً من عام 1993 أقامت بيركلي أيضًا مهرجانًا سنويًا في يوم الشعوب الأصلية.
في السنوات التي أعقبت عمل بيركلي قامت الحكومات والمؤسسات المحلية الأخرى إما بإعادة تسمية أو إلغاء يوم كولومبوس إما للاحتفال بتاريخ وثقافات الأمريكيين الأصليين أو لتجنب الاحتفال بكولومبوس والاستعمار الأوروبي للأمريكتين أو بسبب إثارة الجدل حول إرث كولومبوس. العديد من مدن كاليفورنيا الأخرى بما في ذلك ريتشموند وسانتا كروز وسيباستوبول تحتفل الآن بيوم الشعوب الأصلية وتشجع الناس على التبرع للقبيلة المجاورة والاعتراف بالصدمة والألم الذي تعرض له السكان الأصليون من قبل المستعمرين.
لا تحتفل اثنتا عشرة ولاية على الأقل بيوم كولومبوس (ألاسكا، هاواي، آيوا، لويزيانا، مين، ميشيغان، نيو مكسيكو، نورث كارولينا، أوريغون، ساوث داكوتا، فيرمونت، ويسكونسن) وكذلك واشنطن العاصمة تحتفل ولاية ساوث داكوتا رسميًا بيوم الأمريكيين الأصليين بدلاً من ذلك. تحدد الحكومات القبلية المختلفة في أوكلاهوما اليوم «يوم الأمريكيين الأصليين» أو أعادت تسمية اليوم التالي لقبائلهم. في عام 2013 نظر المجلس التشريعي لولاية كاليفورنيا في مشروع قانون AB55 لاستبدال يوم كولومبوس رسميًا بيوم الأمريكيين الأصليين لكنه لم يمرره. بينما اعترف حاكم ولاية كاليفورنيا بيوم الشعوب الأصلية تم إلغاء العطلة من قبل الحاكم أرنولد شوارزنيجر في أزمة ميزانية كاليفورنيا 2008-12. في 30 أغسطس 2017 بعد تصويت إيجابي مماثل في أوبرلين أوهايو. تلاه لاحقًا بانجور مين في الأسابيع الأولى من نفس الشهر. صوت مجلس مدينة لوس أنجلوس لصالح استبدال يوم كولومبوس بيوم الشعوب الأصلية. في 10 أكتوبر 2019 قبل أيام قليلة من الاحتفال بيوم كولومبوس في واشنطن العاصمة صوت مجلس العاصمة ليحل مؤقتًا محل يوم كولومبوس بيوم الشعوب الأصلية. قاد هذا القانون عضو المجلس ديفيد جروسو (I-At Large) ويجب أن يخضع لموافقة الكونغرس ليصبح دائمًا.

## احتفالات أخرى
كرمت العديد من الجهود في أمريكا الشمالية السكان الأمريكيين كجزء من يوم كولومبوس، أو من خلال تخصيص عطلتين في نفس التاريخ. خاصة منذ أن ازداد نشاط الأمريكيين الأصليين منذ الستينيات والسبعينيات من القرن الماضي، تم تنظيم مجموعة متنوعة من الاحتجاجات ضد الاحتفال بيوم كولومبوس. وقد تضمنت هذه المحاكمات الصورية لكريستوفر كولومبوس في سانت بول، مينيسوتا،  واحتجاجات وتعطيل مسيرات يوم كولومبوس في الولايات المتحدة.
كما ضغطت الشعوب الأصلية في الدول الأخرى على تخصيص عطلات للاعتراف بإسهاماتهم وتاريخهم. في أمريكا الجنوبية، على سبيل المثال، تحتفل البرازيل «باليوم الوطني للشعوب الأصلية» في 19 أبريل 
في آسيا، حددت تايوان 1 أغسطس يومًا للشعوب الأصلية في عام 2016 تحت إدارة الرئيس تساي إنغ وين، الذي أعلن أن الحكومة ملتزمة بتعزيز حقوق السكان الأصليين في تايوان وتعزيز الوعي العام بثقافتهم وتاريخهم. في الفلبين، حددت اللجنة الوطنية للشعوب الأصلية، بالإضافة إلى العديد من المدن الأصلية المحلية، 29 أكتوبر 1987، يومًا للشعوب الأصلية.

### يوم الأمريكيين الأصليين
تحتفل بعض الولايات بيوم منفصل ولكنه مماثل للأمريكيين الأصليين ومع ذلك لا يتم ملاحظة هذا في يوم كولومبوس ولكن في سبتمبر. يشمل أولئك الذين يراقبون ولايتي كاليفورنيا وتينيسي. واعتبارًا من عام 2021 لا تحتفل ولاية كاليفورنيا فعليًا بهذه العطلة من خلال إغلاق مكاتبها الحكومية أو منح موظفيها إجازة مدفوعة الأجر أو تشجيع الشركات الخاصة على فعل الشيء نفسه احتفالًا. في ولاية واشنطن يتم الاحتفال به يوم الجمعة بعد يوم الخميس الرابع مباشرة من شهر نوفمبر.

### اليوم الدولي للشعوب الأصلية في العالم
في عام 2003 أعلنت الأمم المتحدة يومًا دوليًا للشعوب الأصلية في العالم وأنشأت هذا اليوم في 9 أغسطس. احتفل بهذا العيد الدولي أيضًا في دول مختلفة.

## مراقبو يوم الشعوب الأصلية

الولايات في الولايات المتحدة التي تحتفل بيوم الشعوب الأصلية أو يوم الأمريكيين الأصليين بدلاً من أو بالإضافة إلى يوم كولومبوس

تحتفل الولايات الأمريكية التالية بيوم الشعوب الأصلية بدلاً من أو بالإضافة إلى يوم كولومبوس.

### اعتمد عام 1988
- هاواي[37] (الاحتفال بيوم المكتشفين)

### اعتمد 1989
- داكوتا الجنوبية[38] (يُحتفل به بيوم الأمريكيين الأصليين بدلاً من يوم كولومبوس)

### اعتمد 2015
- ألاسكا[39] (احتفل بها بدلاً من يوم كولومبوس)

### اعتمد 2016
- مينيسوتا[40]
- فيرمونت[41](توقف الاحتفال بيوم كولومبوس في عام 2019)[42]

### اعتمد 2018
- آيوا[43]
- كارولينا الشمالية[44]

### اعتمد 2019
- كاليفورنيا[45]
- مقاطعة كولومبيا[46] (تم الاحتفال بها بدلاً من يوم كولومبوس)
- لويزيانا[47]
- مين[48] (تم الاحتفال به بدلاً من يوم كولومبوس)
- ميشيغان[49]
- نيو مكسيكو[50] (تم الاحتفال به بدلاً من يوم كولومبوس)
- أوكلاهوما[51]
- ويسكونسن[52]

### اعتمد 2020
- نبراسكا[53]
- فرجينيا[54]

### اعتمد 2021
- أوريغون[55]
- تكساس[56]

## النقد والجدل
تعرض يوم الشعوب الأصلية لانتقادات شديدة من قبل المحافظين، حيث نشرت صحيفة واشنطن إكزامينر عمودًا يدعو إلى نهاية العطلة منذ أن هاجمت الشعوب الأصلية أراضي بعضها البعض واحتلت أراضيها. هاجم الرئيس الأمريكي أنذاك دونالد ترامب يوم السكان الأصليين في تجمع انتخابي في ميشيغان واصفا إياه بأنه مثال على كيفية قيام اليسار الراديكالي بالقضاء على تاريخنا، ردا على ذلك أطلق الحشد صيحات الاستهجان.

## وصلات خارجية
- محفوظات يوم الشعوب الأصلية - المحفوظات التاريخية لأصول وتطور يوم الشعوب الأصلية
- يوم الشعوب الأصلية في بيركلي - تاريخ الاحتفال السنوي، واو واو وسوق الأمريكيين الأصليين
- يوم الشعوب الأصلية 2014 - فيلم وثائقي قصير عن يوم الشعوب الأصلية 2014
- المادة - بعد مرور 20 عامًا - يوم أصول الشعوب الأصلية